# Cnephasia fragosana
Cnephasia fragosana es una especie de polilla perteneciente al género Cnephasia, categorizada en la tribu Cnephasiini, de la subfamilia Tortricinae.

## Distribución
Se distribuye por Mauritana y Marruecos.

## Taxonomía
Fue descrita por Zeller en 1847 y publicada por primera vez en (Sciaphila), Isis von Oken (Leipzig) 1847 (9): 673